# 개망초속
개망초속(Erigeron)은 국화과에 속하는 속씨식물로 약 390여 종이 있다.. 전 세계적으로 분포하며, 북아메리카에만 173종이 자생하고 있어 가장 다양성이 높은 식물 속이다.
망초를 비롯해 과거에 망초속(Conyza Less.)으로 분류되는 식물이 개망초속에 포함되었다.

## 일부 종
- 개망초 (E. annuus (L.) Pers.)
- 구름국화/흰구름국화 (E. alpicola (Makino) Makino)
- 망초/애기망초 (E. canadensis L.)
- 민망초 (E. acris L.)
  - 산민망초 (E. a. subsp. kamtschaticus (DC.) H.Hara)
- 봄망초 (E. philadelphicus L.)
- 실망초 (E. bonariensis L.)
- 오레곤개망초 (E. karvinskianus DC.)
- 주걱개망초 (E. strigosus Muhl. ex Willd.)
- 줄개망초 (E. linearis (Hook.) Piper)
- 큰망초 (E. sumatrensis Retz.)
- 해변데이지 (E. glaucus Ker Gawl.)